# Days of Heaven

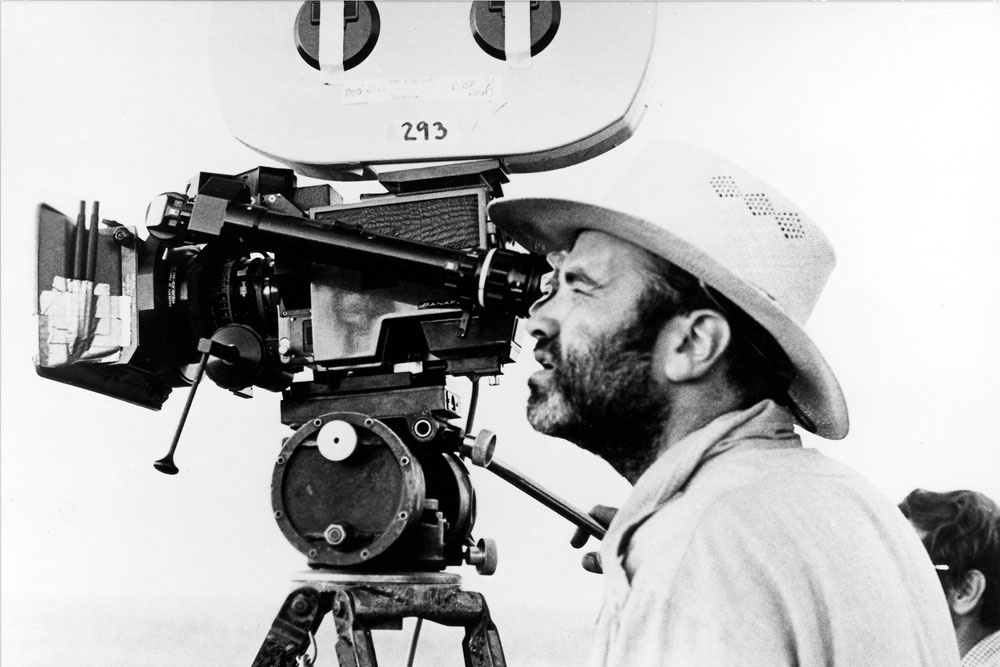
Terrence Malick, director de la pel·lícula, en el set de rodatge.

Days of Heaven és una pel·lícula nord-americana estrenada el 1978. Fou escrita i dirigida per Terrence Malick i protagonitzada per Richard Gere, Brooke Adams, Sam Shepard i Linda Manz. És considerada un pel·lícula dramàtica i romàntica.
La pel·lícula, explicada en veu en off pel personatge de Linda, conta la història d'un triangle amorós entre Abby, un terratinent ric amb el qui es va casar, i el seu nuvi, qui la va animar a casar-se per així aconseguir la seva fortuna. Amb aquesta pel·lícula Malick aprofundeix en el seu estil, al mateix temps que s'allunya per complet dels cànons comercials, la qual cosa el convertí en un dels màxims representants del cinema independent nord-americà. Days of Heaven passà a ser una de les pel·lícules més aclamades de la dècada del 70.
El 2007, la pel·lícula va ser considerada «cultural, històrica i estèticament significativa» per la Biblioteca del Congrés dels Estats Units i seleccionada per a la seva preservació en el National Film Registry.

## Argument
El 1916, Bill (Richard Gere), la seva germana Linda (Linda Manz) i la seva núvia Abby (Brooke Adams) viatgen al Mango de Texas per treballar en la collita d'un ric terratinent. Amb la finalitat d'evitar xafarderies, Bill i Abby es fan passar per germans.
Després de sentir que el jove terratinent (Sam Shepard) pateix d'una malaltia que acabarà amb la seva vida en el termini d'un any, Bill convenç Abby perquè es casi amb el terratinent i aprofitar-se així de la seva fortuna. Les circumstàncies fan que les coses no surtin com tenien previstes, Bill ha d'abandonar l'explotació i, després de diverses vicissituds i es produeix un final tràgic.

## Repartiment
- Richard Gere - Bill
- Brooke Adams - Abby
- Sam Shepard - terratinent
- Linda Manz - Linda
- Robert J. Wilke - capatàs de la granja
- Jackie Shultis - amiga de Linda
- Stuart Margolin - capatàs del molí
- Timothy Scott - treballador
- Gene Bell - ballarí
- Doug Kershaw - violinista
- Richard Libertini - primera figura del vodevil

## Premis
En el Festival de Cannes de 1979, Malick va rebre el premi a el millor director.
En el 51è lliurament dels Premis Óscar el 1979, la pel·lícula va guanyar l'Óscar per millor fotografia (Néstor Almendros) i va estar nominada a quatre premis, inclosos el de millor vestuari, millor banda sonora original i millor so.